# Branford
Branford é a única vila localizada no estado americano da Flórida, no condado de Suwannee. Foi incorporada em 1961.

## Geografia
De acordo com o United States Census Bureau, a vila tem uma área de 2,6 km², onde todos os 2,6 km² estão cobertos por terra.

### Localidades na vizinhança
O diagrama seguinte representa as localidades num raio de 40 km ao redor de Branford.

## Demografia
Segundo o censo nacional de 2010, a sua população é de 712 habitantes e sua densidade populacional é de 274,9 hab/km². É a localidade menos populosa do condado de Suwannee. Possui 347 residências, que resulta em uma densidade de 134 residências/km².